# Agnara taprobanica
Agnara taprobanica là một loài chân đều trong họ Agnaridae. Loài này được Ferrara & Argano miêu tả khoa học năm 1989.